# Space Quest系列
「《Space Quest》系列」是雪樂山出品的科幻題材冒險遊戲系列，1986年至1995年間共推出6套遊戲。
雪樂山稱截至1996年3月，「《Space Quest》系列」遊戲總銷量超過120萬套。
系列有多款愛好者製作的續作。